# 九二一震災紀念斜塔
23°50′00″N 120°42′37″E / 23.8333438°N 120.7102545°E
九二一震災紀念斜塔，是位於臺灣南投縣名間鄉濁水村、台3線旁的高壓電塔，因九二一地震傾斜，作為觀光景點而保存。

## 歷史
九二一大地震使得車籠埔斷層穿越台中、南投，重創沿途建設。其中名間鄉第一公墓旁、高四十公尺高壓電塔傾斜二十五度。地震隔天，鐵路局台中運務段長張顯漳勘查鐵路集集線，看見這座位在濁水車站東側的台電○五七號電塔震得向北傾斜，後頭的鐵軌隆起三點五公尺。因電塔剛好位在前往日月潭、集集鎮、竹山紫南宮的台3線名間段交通軸線上，在災後成了旅客會順道一遊的觀光地標。
然而，這電塔也危及了附近一間加油站，及影響水資局興建的名間水力發電廠北岸聯絡渠道，一旦再因下大雨或地層滑動恐發生更大危險，所以台電要求鄉公所提供旁邊的公墓用地重建，卻遭到名間鄉民代表會要求台電五百萬元回饋金才肯同意提供土地，台電只好祭出緊急命令。1999年12月15日，名間代理鄉長詹昌彬同意提供台電土地重建，附帶條件是保留這座傾斜電塔作地震景觀點。
2000年1月4日，各相關單位舉行座談會時，水資源局表示經過傾斜鐵塔的供水渠道，在加強支撐保護的設計後，仍可依原計畫施工，因此獲得保留。
2001年學生暑假開始後，常有民眾到傾斜鐵塔及鐵道參觀，因現地無參觀台及便道，出入相當不便，紛紛向名間鄉公所抱怨。還有附近的商家以「斜塔」為店名，希望有助招攬生意，引人側目。電塔所在的濁水村長董瑞益表示，已經與名間鄉一群熱心人士籌組文化觀光協會，希望推動觀光。同年7月17日，行政院九二一震災重建推動委員檢討九二一地震國家紀念地規劃及推動情形，決定選十三處規劃設置紀念公園，其中就包括此電塔、竹山照鏡台、臺灣地理中心碑等。於是縣政府編列一千萬元經費，委託工程顧問公司規劃作為公園。但次年3月20日委員會敲定時，僅選霧峰國中、九九峰、九份二山及草嶺大走山作紀念公園。
2006年時，斜塔處依然雜草叢生，缺乏完善規劃。直到2007年，交通部觀光局撥款一千萬元，興建紀念斜塔園區，使之成為濁水線風景區的入口景點。十年後，鄉公所在電塔上增設夜間光雕，以霓虹燈標上「亮麗名間」四個大字，以多爭取前往日月潭、集集的遊客在此停留消費。